# George J. Mitchell

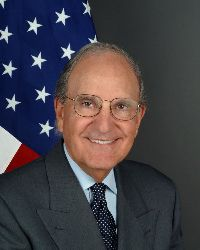
George J. Mitchell

George John Mitchell, GBE (* 20. August 1933 in Waterville, Maine) ist ein ehemaliger US-amerikanischer Jurist und Politiker (Demokratische Partei). Er vertrat den Bundesstaat Maine von 1980 bis 1995 im US-Senat.
Nach dem Besuch der öffentlichen Schulen machte George Mitchell seinen ersten Abschluss im Jahr 1954 am Bowdoin College in Brunswick. 1960 folgte das juristische Examen am Law Center der Georgetown University. Zwischenzeitlich arbeitete er von 1954 bis 1956 in Berlin für das Counter Intelligence Corps der US Army. Nach seiner Zulassung als Anwalt in Washington, D.C. und Maine war er zunächst von 1960 bis 1962 für die Wettbewerbsrechtsabteilung des US-Justizministeriums tätig; danach gehörte er als Assistent zum Stab von US-Senator Edmund Muskie. Ab 1965 praktizierte er als Jurist in Portland. Im Jahr 1971 war er kurzzeitig stellvertretender Staatsanwalt im Cumberland County.
Die Demokratische Partei stellte Mitchell 1974 als ihren Kandidaten für die Wahl zum Gouverneur von Maine auf. Er konnte zwar mit 36,3 Prozent der Stimmen vor dem Republikaner James S. Erwin (23,1 Prozent) landen, wurde aber seinerseits vom unabhängigen Bewerber James B. Longley (39,1 Prozent) besiegt. Von 1977 bis 1979 war Mitchell Bundesstaatsanwalt für den Bezirk Maine; im Anschluss fungierte er bis 1980 als Richter am Bundesbezirksgericht für den gleichen Distrikt. Sein Nachfolger in diesem Amt wurde Conrad K. Cyr.
Am 17. Mai 1980 wurde Mitchell von Gouverneur Joseph E. Brennan zum Nachfolger von Senator Edmund Muskie ernannt, der als US-Außenminister ins Kabinett Carter wechselte. Zwei Tage später erfolgte die Vereidigung; danach gelang ihm zweimal die Wiederwahl, ehe er 1994 nicht erneut zur Wahl antrat. Während dieser Zeit war er von 1985 bis 1987 Vorsitzender des Democratic Senatorial Campaign Committee sowie von 1989 bis 1995 Parteiführer der Demokraten im Senat.
Ab 1995 war Mitchell Mitglied im Board of Directors der Walt Disney Company; im März 2004 übernahm er dort den Vorsitz von Michael Eisner und hatte diesen inne, bis er im Januar 2007 Disney verließ. Zudem war er Vorsitzender der Friedensverhandlungen im  Nordirlandkonflikt sowie von 1999 bis 2009 Chancellor der Queen’s University Belfast. Zurzeit ist er Partner und Vorsitzender des Global Boards von DLA Piper, einer großen Anwaltskanzlei.
Am 22. Januar 2009 wurde er von der neugewählten US-Regierung unter Barack Obama zum Sonderbeauftragten für den Nahen Osten ernannt. In dieser Funktion war er an der Vorbereitung der im September 2010 erneut aufgenommenen Nahost-Friedensgespräche beteiligt. Auch leitete er die US-Delegation der Palestine Investment Conference im Juni 2010. US-Präsident Obama erklärte am 13. Mai 2011 Mitchells Rücktritt als US-Nahost-Sondergesandter auf den 20. Mai 2011.
2015 veröffentlichte er seine Memoiren unter dem Titel „The Negotiator“.

## Auszeichnungen
- 1998 Félix-Houphouët-Boigny-Friedenspreis mit Hasina Wajed
- 1999 in die American Academy of Arts and Sciences gewählt
- 1999 Ernennung zum Knight Grand Cross des Most Excellent Order of the British Empire ehrenhalber
- 1999 Presidential Medal of Freedom
- 1999 Benjamin Franklin Medal for Distinguished Public Service der American Philosophical Society
- 2003 Four Freedoms Award

## Werke
- mit Alon Sachar: A Path to Peace: A Brief History of Israeli-Palestinian Negotiations and a Way Forward in the Middle East. Simon & Schuster, New York 2016, ISBN 978-1-5011-5391-4.